# Marx & Lennon
Marx & Lennon: The Parallel Sayings è un'antologia di 400 citazioni e battute umoristiche del musicista John Lennon e dell'attore Groucho Marx su svariati temi. Le citazioni sono tematicamente catalogate in modo da avere le battute di Groucho in alto, e in basso quelle di Lennon. Il libro è stato pubblicato da Joey Green in formato tascabile, e contiene un'introduzione di Arthur Marx e una prefazione scritta da Yōko Ono. Includendo l'indice, il libro è composto da 254 pagine.